# 韦红
韦红（1964年—），安徽潜山人，华中师范大学教授。

## 生平
1985年毕业于安徽师范大学历史系，1988年于中南民族大学获硕士学位并留校任教。2003年调至华中师范大学工作，期间于华中师范大学获博士学位，2012年任华中师范大学政治学研究院副院长。现任华中师范大学政治与国际关系学院教授、博士生导师，华中师范大学中国-印尼人文交流研究中心主任。

## 学术贡献
主要从事亚太地区国际关系、当代东南亚问题等研究工作。主持国家社科基金重大项目、国家社科基金重点项目等科研项目多项。出版著作多部，研究成果曾获湖北省社科优秀成果三等奖。